# Falcileptoneta musculina
Falcileptoneta musculina là một loài nhện trong họ Leptonetidae.
Loài này thuộc chi Falcileptoneta. Falcileptoneta musculina được T. Komatsu miêu tả năm 1961.